# Coleophora acmura
Coleophora acmura é uma espécie de mariposa do gênero Coleophora pertencente à família Coleophoridae.